# Аньелли, Сальваторе
Сальваторе (Сальватор) Аньелли (итал. Salvatore Agnelli; 1817, Палермо —1874, Марсель) — итальянский композитор.

## Биография
Учился, посещая музыкальную школу в своём родном городе, затем в 1830 году переехал в Неаполь.
Получил образование в неаполитанской консерватории под руководством Д. Фурно, Н. А. Дзингарелли и Г. Доницетти.
Сперва создал ряд опер для итальянских театров (Неаполь и Палермо), но в 1846 году переехал в Марсель, где поставил свои оперы: «La Jacquerie» (1849), «Léonore de Medicis» (1855) и «Les deux avares» (1860), а также несколько балетов.
Кроме того С. Аньелли написал «Miserere», «Stabat Mater», кантату (апофеоз Наполеона I, исполненный в 1856 году тремя оркестрами в парижском саду Тюильри); 3 его оперы: «Cromwell», "«Stefania», «Sforza» остались в рукописи.
Автор нескольких балетов, сакральных музыкальных сочинений, комических опер и др.

## Избранные музыкальные произведения
Оперы
- Cromwell, в 4 актах (1872)
- Stefania, в 3 актах
- Gli sforza, в 4 актах
- Il debitore
- Le nozze di un principe

Балеты
- Calisto
- Blanche de Naples
- La rose

Духовная музыка
- «Miserere»
- Stabat mater
- 2 мессы
- 3 литании
- 4 Tantum ergo